# Norsk institutt for kulturminneforskning
Das Norsk institutt for kulturminneforskning  (kurz NIKU, deutsch Norwegisches Institut für Kulturerbe-Forschung, englisch Norwegian Institute for Cultural Heritage Research) ist ein norwegisches Forschungsinstitut für Kulturerbe.

## Geschichte
Zum 1. September 1994 wurde von der obersten norwegischen Denkmalschutzbehörde Riksantikvaren der Bereich für Kulturerbeforschung ausgelagert. Eingegliedert wurde es in das damals bereits existierende Naturforschungsinstitut Norsk institutt for naturforskning (NINA), das dem Ministerium für Umweltschutz unterstellt war. Im Zuge der Eingliederung wurde die Stiftung in Stiftelsen for naturforskning og kulturminneforskning (NINA/NIKU, deutsch Stiftung für Naturforschung und Kulturerbeforschung) umbenannt. Die Stiftung hatte etwa 250 Mitarbeiter. Zum Jahresbeginn 2003 erfolgte die Aufspaltung in das Naturforschungsinstitut NINA und das Institut für Kulturerbeforschung NIKU.
Das NIKU wurde als private Stiftung mit staatlicher Anbindung gegründet und wie die Vorgängerstiftung dem Ministerium für Umweltschutz nachgeordnet. Ihren Hauptsitz erhielt die Stiftung in Oslo. Nebenstellen wurden in den Städten Tønsberg, Trondheim, Tromsø und Bergen eingerichtet.

## Aufgabenbereich
Das Kulturinstitut betreibt Forschung im Bereich des Kulturerbes für die öffentliche Verwaltung als auch für Private. Die Standorte in den seit dem Mittelalter bestehenden Städten Tønsberg, Trondheim und Bergen sind insbesondere für archäologische Untersuchungen zuständig, die die Städte betreffen. In Tromsø liegt hingegen eine Zuständigkeit für das nordnorwegische Gebiet und die dortige indigene Bevölkerung. Zu den Kernfachbereichen des Instituts gehören die Kirchen, die in Norwegen die größte Gebäudegruppe im Denkmalschutz darstellen. Das NIKU nahm unter anderem auch eine beratende Tätigkeit bei der Umgestaltung des Osloer Regierungsviertels, des Regjeringskvartalet, auf.